# Evander Holyfield
Evander Holyfield (n. 19 octombrie 1962, Atmore⁠(d), Alabama, SUA) este un fost boxer profesionist american. El este campion mondial incontestabil (en) atât la categoria grea cât și la supergrea, câștigându-și porecla "The Real Deal." El este unicul cvadruplu Campion Mondial la Supergrea, câștigând titlurile WBA, WBC și IBF în 1990, titlurile WBA și IBF în 1993, și WBA în 1996 și 2000.

## Rezultate în boxul profesionist
| 44 de victorii (29 prin knockout, 13 la puncte, 1 discalificare), 10 înfrângeri (2 prin knockout, 8 prin decizie), 2 remize, 1 meci nedisputat |                  |                      |     |         |                    |                                                              | |
| Rez. | Rezultat general | Adversar             | Tip | Runda   | Data               | Locația                                                      | Note |
| Victorie | 44-10-2 1 NC     | Brian Nielsen        | TKO | 10 (12) | 07/05/2011         | Koncerthuset, Orestad, Copenhaga, Danemarca                  | |
| NC | 43-10-2 1 NC     | Sherman Williams     | NC  | 3 (12)  | 22 ianuarie 2011   | Greenbrier Resort, White Sulphur Springs, West Virginia, SUA | Păstrază titlul WBF Heavyweight. Fight stopped due to Holyfield's left eye being cut as a result of an accidental clash of heads in the second round. |
| Victorie | 43-10-2          | Francois Botha       | TKO | 8 (12)  | 10/04/2010         | Thomas & Mack Center, Las Vegas, Nevada, SUA                 | Câștigă titlul vacant WBF Heavyweight. |
| Înfrângere | 42-10-2          | Nikolai Valuev       | MD  | 12      | 20 decembrie 2008  | Hallenstadion, Zürich, Elveția                               | Pentru titlul WBA Heavyweight. |
| Înfrângere | 42-9-2           | Sultan Ibragimov     | UD  | 12      | 13 octombrie 2007  | Khodynka Ice Palace, Moscova, Rusia                          | Pentru titlul WBO Heavyweight. |
| Victorie | 42-8-2           | Lou Savarese         | UD  | 10      | 30 iunie 2007      | Don Haskins Convention Center, El Paso, Texas, SUA           | |
| Victorie | 41-8-2           | Vincent Maddalone    | TKO | 3 (10)  | 17 martie 2007     | American Bank Center, Corpus Christi, Texas, SUA             | |
| Victorie | 40-8-2           | Fres Oquendo         | UD  | 12      | 06/11/2006         | Alamodome, San Antonio, Texas, SUA                           | Câștigă titlul vacant USBA Heavyweight. |
| Victorie | 39-8-2           | Jeremy Bates         | TKO | 2 (12)  | 18 august 2006     | American Airlines Center, Dallas, Texas, SUA                 | |
| Înfrângere | 38-8-2           | Larry Donald         | UD  | 12      | 13 noiembrie 2004  | Madison Square Garden, New York, New York, SUA               | Pentru titlul vacant NABC Heavyweight. |
| Înfrângere | 38-7-2           | James Toney          | TKO | 9 (12)  | 04/10/2003         | Mandalay Bay Resort & Casino, Las Vegas, Nevada, SUA         | IBF Heavyweight Title Eliminator. |
| Înfrângere | 38-6-2           | Chris Byrd           | UD  | 12      | 14 decembrie 2002  | Boardwalk Hall, Atlantic City, New Jersey, SUA               | Pentru titlul vacant IBF Heavyweight. |
| Victorie | 38-5-2           | Hasim Rahman         | TD  | 8 (12)  | 01/06/2002         | Boardwalk Hall, Atlantic City New Jersey, SUA                | WBA Heavyweight Title Eliminator. |
| Remiză | 37-5-2           | John Ruiz            | D   | 12      | 15 decembrie 2001  | Foxwoods Resort, Mashantucket, Connecticut, SUA              | Pentru titlul WBA Heavyweight. |
| Înfrângere | 37-5-1           | John Ruiz            | UD  | 12      | 3 martie 2001      | Mandalay Bay Resort & Casino, Las Vegas, Nevada, SUA         | Pierde titlul WBA Heavyweight. |
| Victorie | 37-4-1           | John Ruiz            | UD  | 12      | 12/08/2000         | Paris Las Vegas, Las Vegas, Nevada, SUA                      | Câștigă titlul vacant WBA Heavyweight. |
| Înfrângere | 36-4-1           | Lennox Lewis         | UD  | 12      | 13 noiembrie 1999  | Thomas & Mack Center, Las Vegas, Nevada, SUA                 | Pierde titlurile WBA & IBF Heavyweight. Pentru titlurile Lineal, WBC & vacant IBO Heavyweight.                                                        |
| Remiză | 36-3-1           | Lennox Lewis         | D   | 12      | 13 martie 1999     | Madison Square Garden, New York, New York, SUA               | Păstrează titlurile WBA & IBF Heavyweight. Pentru Lineal & WBC Heavyweight.                                                                           |
| Victorie | 36–3             | Vaughn Bean          | UD  | 12      | 19 septembrie 1998 | Georgia Dome, Atlanta, Georgia, SUA                          | Păstrează titlurile WBA & IBF Heavyweight. |
| Victorie | 35–3             | Michael Moorer       | TKO | 8 (12)  | 08/11/1997         | Thomas & Mack Center, Las Vegas, Nevada, SUA                 | Păstrează titlurile WBA & won IBF Heavyweight. |
| Victorie | 34–3             | Mike Tyson           | DQ  | 3 (12)  | 28 iunie 1997      | MGM Grand, Las Vegas, Nevada, SUA                            | Păstrează titlurile WBA Heavyweight. The "Bite Fight."                                                                                                |
| Victorie | 33–3             | Mike Tyson           | TKO | 11 (12) | 09/11/1996         | MGM Grand, Las Vegas, Nevada, SUA                            | Câștigă titlurile WBA Heavyweight. The Ring Magazine Fight of the Year & Upset of the Year for 1996.                                                  |
| Victorie | 32–3             | Bobby Czyz           | TKO | 5 (10)  | 10/05/1996         | Madison Square Garden, New York, New York, SUA               | |
| Înfrângere | 31–3             | Riddick Bowe         | TKO | 8 (12)  | 04/11/1995         | Caesars Palace, Las Vegas, Nevada, SUA                       | |
| Victorie | 31–2             | Ray Mercer           | UD  | 10      | 20 mai 1995        | Convention Center, Atlantic City, New Jersey, SUA            | |
| Înfrângere | 30–2             | Michael Moorer       | MD  | 12      | 22 aprilie 1994    | Caesars Palace, Las Vegas, Nevada, SUA                       | Pierde titlurile Lineal, WBA & IBF Heavyweight. |
| Victorie | 30–1             | Riddick Bowe         | MD  | 12      | 06/11/1993         | Caesars Palace, Las Vegas, Nevada, SUA                       | Câștigă titlurile Lineal, WBA & IBF Heavyweight. |
| Victorie | 29–1             | Alex Stewart         | UD  | 12      | 26 iunie 1993      | Convention Center, Atlantic City, New Jersey, SUA            | |
| Înfrângere | 28–1             | Riddick Bowe         | UD  | 12      | 13 noiembrie 1992  | Thomas & Mack Center, Las Vegas, Nevada, SUA                 | Pierde titlurile Lineal, WBC, WBA & IBF Heavyweight. Ring Magazine Fight of the Year.                                                                 |
| Victorie | 28–0             | Larry Holmes         | UD  | 12      | 19 iunie 1992      | Caesars Palace, Las Vegas, Nevada, United States             | Păstrează titlurile Lineal, WBC, WBA & IBF Heavyweight.                                                                                               |
| Victorie | 27–0             | Bert Cooper          | TKO | 7 (12)  | 23 noiembrie 1991  | The Omni, Atlanta, Georgia, SUA                              | Păstrează titlurile Lineal, WBA & IBF Heavyweight. |
| Victorie | 26–0             | George Foreman       | UD  | 12      | 19 aprilie 1991    | Convention Center, Atlantic City, New Jersey, SUA            | Păstrează titlurile Lineal, WBC, WBA & IBF Heavyweight titles.                                                                                        |
| Victorie | 25–0             | Buster Douglas       | KO  | 3 (12)  | 25 octombrie 1990  | Mirage Hotel & Casino, Las Vegas, Nevada, SUA                | Câștigă titlurile The Ring, WBC, WBA & IBF Heavyweight.                                                                                               |
| Victorie | 24–0             | Seamus McDonagh      | TKO | 4 (12)  | 01/06/1990         | Convention Center, Atlantic City, New Jersey, SUA            | Păstrează titlul WBC Continental Americas Heavyweight.                                                                                                |
| Victorie | 23–0             | Alex Stewart         | TKO | 8 (12)  | 04/11/1989         | Trump Plaza, Atlantic City, New Jersey, SUA                  | Păstrează titlul WBC Continental Americas Heavyweight.                                                                                                |
| Victorie | 22–0             | Adilson Rodrigues    | KO  | 2 (12)  | 15 iulie 1989      | Caesars Tahoe, Stateline, Nevada, SUA                        | Păstrează titlul WBC Continental Americas Heavyweight.                                                                                                |
| Victorie | 21–0             | Michael Dokes        | TKO | 10 (12) | 03/11/1989         | Caesars Palace, Las Vegas, Nevada, United States             | Câștigă titlul WBC Continental Americas Heavyweight.                                                                                                  |
| Victorie | 20–0             | Pinklon Thomas       | RTD | 7 (10)  | 09/12/1988         | Convention Center, Atlantic City, New Jersey, SUA            | |
| Victorie | 19–0             | James Tillis         | RTD | 5 (10)  | 15 iulie 1988      | Caesars Tahoe, Stateline, Nevada, SUA                        | |
| Victorie | 18–0             | Carlos De Leon       | TKO | 8 (12)  | 09/04/1988         | Caesars Palace, Las Vegas, Nevada, United States             | Păstrează titlurile WBA, IBF & câștigă Lineal and WBC Cruiserweight.                                                                                  |
| Victorie | 17–0             | Dwight Muhammad Qawi | KO  | 4 (15)  | 05/12/1987         | Convention Center, Atlantic City, New Jersey, SUA            | Păstrează titlurile WBA & IBF Cruiserweight. |
| Victorie | 16–0             | Ossie Ocasio         | TKO | 11 (15) | 15 august 1987     | Saint-Tropez, Var, Franța                                    | Păstrează titlurile WBA & IBF Cruiserweight. |
| Victorie | 15–0             | Ricky Parkey         | TKO | 3 (15)  | 15 mai 1987        | Caesars Palace, Las Vegas, Nevada, SUA                       | Retained WBA & won IBF Cruiserweight titles. |
| Victorie | 14–0             | Henry Tillman        | TKO | 7 (15)  | 14 februarie 1987  | Bally's Hotel & Casino, Reno, Nevada, SUA                    | Retained WBA Cruiserweight title. |
| Victorie | 13–0             | Mike Brothers        | TKO | 3 (10)  | 08/12/1986         | Paris, Ile-de-France, Franța                                 | |
| Victorie | 12–0             | Dwight Muhammad Qawi | SD  | 15      | 12/07/1986         | The Omni, Atlanta, Georgia, SUA                              | Won WBA Cruiserweight title. |
| Victorie | 11–0             | Terry Mims           | KO  | 5 (10)  | 28 mai 1986        | Metairie, Louisiana, SUA                                     | |
| Victorie | 10–0             | Jesse Shelby         | KO  | 3 (10)  | 06/04/1986         | Corpus Christi, Texas, SUA                                   | |
| Victorie | 9–0              | Chisanda Mutti       | TKO | 3 (10)  | 1986-03-01         | Lancaster, Pennsylvania                                      | |
| Victorie | 8–0              | Anthony Davis        | TKO | 4 (10)  | 1985-12-21         | Virginia Beach, Virginia                                     | |
| Victorie | 7–0              | Jeff Meachem         | TKO | 5 (8)   | 1985-10-30         | Atlantic City, New Jersey                                    | |
| Victorie | 6–0              | Rick Myers           | TKO | 1 (8)   | 1985-08-29         | Atlanta, Georgia                                             | |
| Victorie | 5–0              | Tyrone Booze         | UD  | 8       | 1985-07-20         | Norfolk, Virginia                                            | |
| Victorie | 4–0              | Mark Rivera          | TKO | 2 (8)   | 1985-04-20         | Corpus Christi, Texas                                        | |
| Victorie | 3–0              | Fred Brown           | TKO | 1 (6)   | 1985-03-13         | Norfolk, Virginia                                            | |
| Victorie | 2–0              | Eric Winbush         | UD  | 6       | 1985-01-20         | Atlantic City, New Jersey                                    | |
| Victorie | 1–0              | Lionel Byarm         | UD  | 6       | 1984-11-15         | New York City, New York                                      | |